# 보성남초등학교
보성남초등학교는 대한민국 전라남도 보성군 보성읍 주봉리에 있는 공립 초등학교이다.

## 학교 연혁
- 1932년 6월 15일 보성남공립심상소학교(일본인 전용) 개교
- 1941년 4월 1일 보성남공립국민학교로 개칭
- 1945년 10월 31일 설립인가
- 1946년 2월 28일 해방 후 안도영 초대 교장 부임
- 1946년 4월 20일 재개교
- 1947년 7월 31일 한갑연 2대 교장 부임
- 1950년 6월 1일 보성남국민학교로 개명
- 1950년 5월 31일 이윤화 3대 교장 부임
- 1951년 1월 31일 한홍구 4대 교장 부임
- 1952년 1월 31일 박경호 5대 교장 부임
- 1952년 3월 15일 안도영 6대 교장 부임
- 1968년 11월 1일 봉산분교장 개교
- 1969년 9월 9일 쾌상분교장 개교
- 1982년 3월 1일 병설유치원 개원
- 1989년 3월 1일 특수학급 개설
- 1987년 6월 10일 쾌상분교장 병합
- 1996년 3월 1일 보성남초등학교로 개명
- 1999년 3월 1일 보성서초등학교 본교 병합
- 2017년 2월 10일 제72회 졸업(55명, 총 8165명 배출)

## 참고 자료
- 보성남초등학교 - 한국교육학술정보원 학교알리미